# Chasmia fasciata
Chasmia fasciata är en tvåvingeart som först beskrevs av H. Oldroyd 1949.  Chasmia fasciata ingår i släktet Chasmia och familjen bromsar. Inga underarter finns listade i Catalogue of Life.